# Petroleum Corporation of Jamaica
La Petroleum Corporation of Jamaica (PCJ) est une compagnie pétrolière nationale en Jamaïque. Elle a été créée en 1975 sous la tutelle du Ministère des Mines et de l'Énergie. La PCJ possède les droits exclusifs pour l'exploration pétrolière en Jamaïque.